# مقاطعة روبرتسون (تينيسي)
مقاطعة روبرتسون هي مقاطعة في تينيسي، بلغ عدد سكانها 66٬283  نسمة، في 2010، عاصمتها سبرينغفيلد، تبلغ مساحتها 1٬235 كيلومتر مربع.

## الموقع
تشترك في الحدود مع:
- مقاطعة لوغان
- مقاطعة تشيذام.

## التقسيمات الإدارية
- سبرينغفيلد.

## أعلام
- توماس هيل وليامز
- جيسي هولمان جونز
- جون بيل
- جوزيف إي. واشنطن